# César Dargam
César Roberto Dargam Espaillat (nacido el 10 de noviembre de 1977 en Santo Domingo) es un político y abogado dominicano con amplia experiencia en el sector público y privado, actual Vicepresidente Ejecutivo del Consejo Nacional de la Empresa Privada (CONEP). Renunció al Gobierno del Presidente Danilo Medina el 25 de mayo de 2017, donde fue director general de Comercio Exterior (DICOEX).  Ya en el tercer gobierno de Leonel Fernández había sido Secretario Ejecutivo de la Comisión Nacional de Negociaciones Comerciales hasta el 23 de marzo de 2011 cuando es designado Viceministro de Relaciones Exteriores para Asuntos Económicos y Negociaciones Comerciales. Posteriormente fue confirmado como Vicecanciller por el presidente Medina en 2012. Dargam fue miembro del Directorio Presidencial del Partido Reformista Social Cristiano donde había sido Presidente de la Juventud Reformista Social Cristiana. En 2010 fue Vicepresidente de la Organización Demócrata Cristiana de América.

## Primeros años
Nacido del matrimonio entre los señores Roberto Dargam Kourie y Victoria Camelia Espaillat Cabral, tiene dos hermanos, Miguel y Jorge. Realizó sus estudios primarios y secundarios en el Colegio Bilingüe New Horizons de donde se tituló Bachiller en 1995. Cursó la carrera de Derecho en la Pontificia Universidad Católica Madre y Maestra, donde obtuvo el Título de Licenciado en Derecho (1999). Posteriormente, realizó estudios de Maestría en Derecho Francés, Europeo e Internacional de Negocios (LLM), en la Universidad Pantheon-Assas, París 2, en París, Francia (2000-2001). Ha sido Profesor de las asignaturas Legislación Económica y Derecho Comercial, en la Escuela de Derecho de la Pontificia Universidad Católica Madre y Maestra.

## Vida profesional
En 1998, ingresa como Paralegal de las áreas de Propiedad Intelectual y Migración al bufete de Abogados Pellerano & Herrera. Tras obtener su título universitario, se desempeña como abogado asociado del Departamento de Inversión Extranjera de dicha firma. En septiembre del año 2005 se independiza, y funda, conjuntamente con otros socios, Seibel, Dargam, Henríquez & Herrera, una firma local con un concepto global, que desarrolla su práctica en diversas áreas del Derecho. Hasta esta fecha, es el Socio Director del Área de Negocios Internacionales e Inversión Extranjera en dicho bufete.

## Entrando a la política
Ingresa al Partido Reformista Social Cristiano en 1994. De 1996 al 1998, coordina el movimiento externo Juventud Roja de Acción, que promovía la integración de jóvenes del sector externo al Partido. En el 2002, forma parte del Equipo de Campana del PRSC en las elecciones congresionales y municipales. Desde el 2002, coordinó la juventud que apoyó la candidatura de Jacinto Peynado. En el 2003, forma parte de Comisión Organización de la VII Asamblea de la JRSC, que movilizó la primera reestructuración de la Dirección Nacional de la JRSC en más de 20 años. Es electo Presidente en Funciones de dicho organismo en esta Asamblea. En el 2004 es comisionado para la reestructuración del PRSC en Dajabon, Montecristi y la Provincia Duarte. En el 2005, participa en la comisión que revisa los estatutos del PRSC. Ese mismo año, durante la asamblea que modificó los estatutos del Partido, fue de los principales propulsores de la inclusión de una cuota a favor de la juventud. En el 2005, es electo Miembro de la Comisión Ejecutiva del PRSC, y posteriormente, Presidente de la JRSC junto con Benny Metz como Vicepresidente, Hernani Aquino Secretario General, Jorge Dargam en Finanzas, Erick Bernard de Organización, Ruddy Santoni de Actas y Alejandro Correa en Capacitación.Fue miembro de la Comisión Política y el Directorio Presidencial del PRSC, asumiendo responsabilidades en relaciones internacionales, en las campañas electorales, y en la organización de los Congresos de dicha entidad política. El 24 de mayo de 2017 presentó renuncia a su militancia al PRSC.

## Desempeño gubernamental
En el tercer gobierno de Leonel Fernández iniciado el 16 de agosto de 2008, es designado Secretario Ejecutivo de la Comisión Nacional de Negociaciones Comerciales donde le toca participar en las negociaciones del Economic Partnership Agreement con la Unión Europea. En esta posición también se encargó de exponer sobre las prácticas desleales del comercio que tanto aparecen en el ámbito internacional y abogo por la expansión de los mercados de la República Dominicana. El 23 de marzo de 2011 es designado Vicecanciller para Asuntos Económicos y Negociaciones Comerciales en sustitución de Juan Guilliani Cury.

## Rol dentro del PRSC
Una vez reunificado el PRSC y asumiendo la Presidencia del partido el Ing. Carlos Morales Troncoso, César regresa oficialmente al partido y es electo por delegados a la Comisión Política. Ya no oficialmente en la juventud del partido, siguió como mentor de la Nueva Generación Reformista (NGR) acompañándo a muchos jóvenes a incursionar en política y promover el relevo generacional.
En enero de 2011 fue Secretario Ejecutivo del III Congreso Unitario Joaquín Balaguer donde se discutió la plataforma del PRSC.
Luego de firmado el pacto de alianza entre su partido y el PLD para las Elecciones presidenciales de la República Dominicana de 2012 trabaja junto con la NGR promoviendo la candidatura de Danilo Medina que resultó vencedora.

## Vida personal
Desde septiembre de 2004 está casado con Paola Mañon y juntos han procreado a César Enrique y Camila. Manteniendo tradición familiar es dedicado fanático de los Leones del Escogido en la Liga de Béisbol Dominicano.

## Premios y otros logros a resaltar
César Dargam ha sido aclamado en el país y el extranjero.
- En 2008, 	Premio Nacional de la Juventud 2008
- Miembro Fundador / Coordinador de la Comisión de Formación Jurídica del Comité de Estudiantes de Derecho PUCMM – RSTA. (1998 – 2000)
- Vicepresidente de la Asociación de Estudiantes del LL.M. del Instituto de Derecho Comparado de la Universidad de París II. (2000 – 2001)
- Director Asociación de Juristas Domínico – Franceses. (Actualmente)